# Emphytos
Emphytos (altgriechisch Ἔμφυτος Émphytos, deutsch ‚der Eingepflanzte‘) ist der Name eines Giganten aus der griechischen Mythologie.
Hyginus zählt ihn im Prefatio in der Liste der Giganten als Sohn der Gaia und des Tartaros auf.